# Reithrodontomys bakeri
Reithrodontomys bakeri är en gnagare i släktet skördemöss som förekommer i västra Mexiko. Populationen infogades tidigare i Reithrodontomys microdon men på grund av morfologiska och genetiska avvikelser godkänns den sedan 2004 som art.
Vuxna exemplar är 71 till 78 mm långa (huvud och bål), har en 94 till 107 mm lång svans och väger cirka 20 g. Bakfötterna är 17 till 19 mm långa och öronen är likaså 17 till 19 mm långa. De stora täckhåren på ovansidan är bruna med vita spetsar och ofta är den orange till rödbruna underullen synlig vad som ger ovansidans päls en orangebrun färg. På undersidan är håren vid roten mörka och sedan vita. På de ljusa fötterna finns en mörk längsgående strimma. Den gråaktiga svansen bär främst nära spetsen hår. Jämförd med Reithrodontomys microdon har arten större öron och raden av de molara tänderna är längre. Dessutom förekommer skillnader i kraniets konstruktion.
Utbredningsområdet är bergstrakter i delstaten Guerrero i Mexiko. Regionen ligger ovanför 2150 meter över havet. Habitatet utgörs av molnskogar som domineras av tallar och ekar. Enligt uppskattningar har Reithrodontomys bakeri frön, frukter och blad som föda.
Skogsröjningar i samband med skogsbruk hotar beståndet. Utbredningsområdet är dessutom begränsat. IUCN listar arten som starkt hotad (EN).